# Conn Smythe

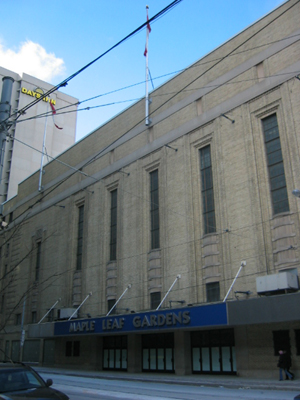
Maple Leaf Gardens som Conn Smythe var med och finansierade bygget av.

Constantine Falkland Cary Smythe, född 1 februari 1895 i Toronto, Ontario, död 8 november 1980 i Toronto, var en kanadensisk affärsman och idrottsentreprenör verksam inom ishockeyn.
Conn Smythe var huvudägare av Toronto Maple Leafs åren 1927–1962. Han var med om att finansiera bygget av Maple Leafs arena Maple Leaf Gardens och laget vann åtta Stanley Cup under hans tid som ägare. Från säsongen 1927–28 till två matcher in på säsongen 1930–31 var Conn Smythe även tränare för Maple Leafs.
Trofén Conn Smythe Trophy som delas ut till Stanley Cup-slutspelets mest värdefulle spelare är uppkallad efter Conn Smythe.

## Tränarstatistik
M = Matcher, V = Vinster, F = Förluster, O = Oavgjorda, P = Poäng
| Lag                 | År      | Grundserie | Grundserie | Grundserie | Grundserie | Grundserie | Grundserie              | Slutspel                 |
| Lag                 | År      | M          | V          | F          | O          | P          | Resultat                | Resultat                 |
| ------------------- | ------- | ---------- | ---------- | ---------- | ---------- | ---------- | ----------------------- | ------------------------ |
| Toronto Maple Leafs | 1927–28 | 44         | 18         | 18         | 8          | 44         | 4:a i Canadian Division | –                        |
| Toronto Maple Leafs | 1928–29 | 44         | 21         | 18         | 5          | 47         | 3:a i Canadian Division | Förlorade i andra rundan |
| Toronto Maple Leafs | 1929–30 | 44         | 17         | 21         | 6          | 40         | 4:a i Canadian Division | –                        |
| Toronto Maple Leafs | 1930–31 | 2          | 1          | 0          | 1          | 3          | 2:a i Canadian Division | –                        |
| Totalt              | Totalt  | 134        | 57         | 57         | 20         | 134        |                         |                          |